# Frýdecký les
Frýdecký les je les ve Frýdku ve městě Frýdek-Místek v okrese Frýdek-Místek. Patří do pohoří Podbeskydská pahorkatina v Moravskoslezském kraji a do Horního Slezska.

## Další informace
Frýdecký les je smíšeným lesem s převahou jehličnanů, má rozlohu 1,58 km2 a plní především rekreační, biologickou a estetickou funkci. Zatím zde převažují pozůstatky vysázených porostů s převahou jehličnanů. Nejčastější dřeviny tohoto lesa jsou smrk ztepilý, modřín opadavý, borovice lesní, buk lesní, bříza, javor klen, jasan ztepilý, olše lepkavá, borovice vejmutovka, lípa malolistá, dub letní, habr obecný, třešeň ptačí, jilm habrolistý, jilm horský, dub červený aj. Frýdecký les je známý nálezem bludných balvanů - bludné balvany ve Frýdeckém lese, a také značenou naučnou stezkou - naučná stezka Frýdecký les a cyklostezkou, které jim vedou. Místo je celoročně volně přístupné.

## Galerie

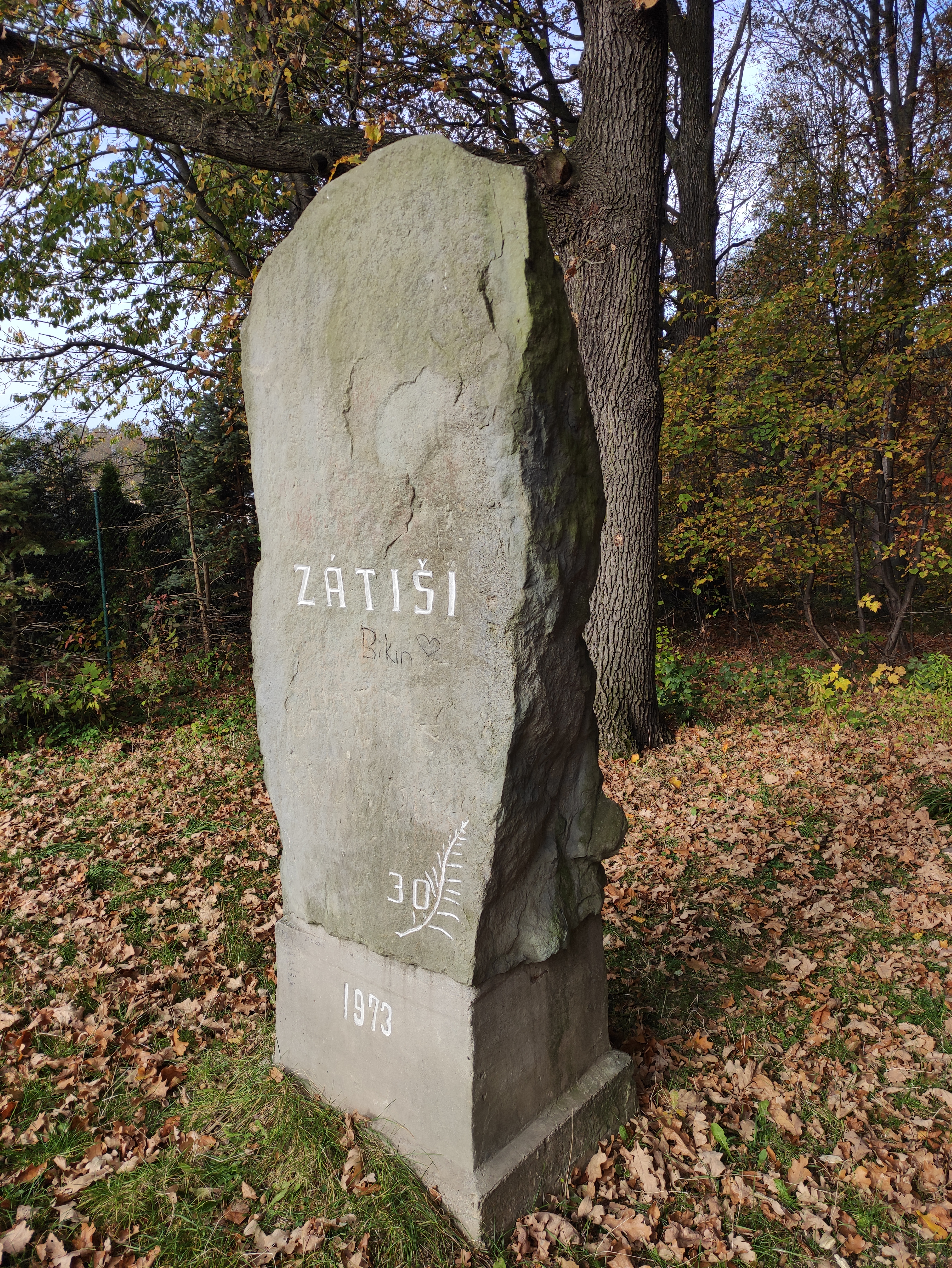
Kamenný obelisk Zátiší
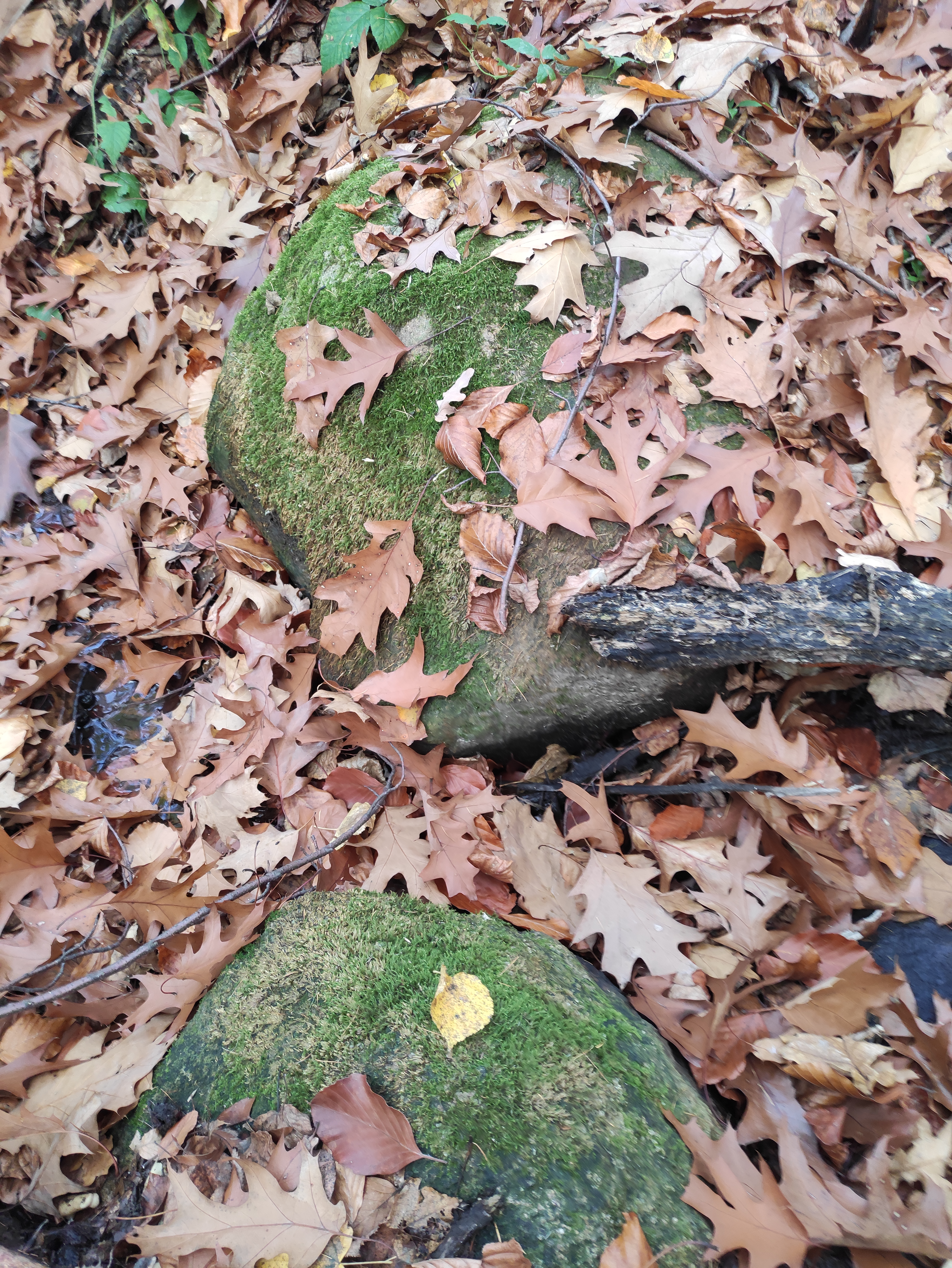
Bludné balvany ve Frýdeckém lese
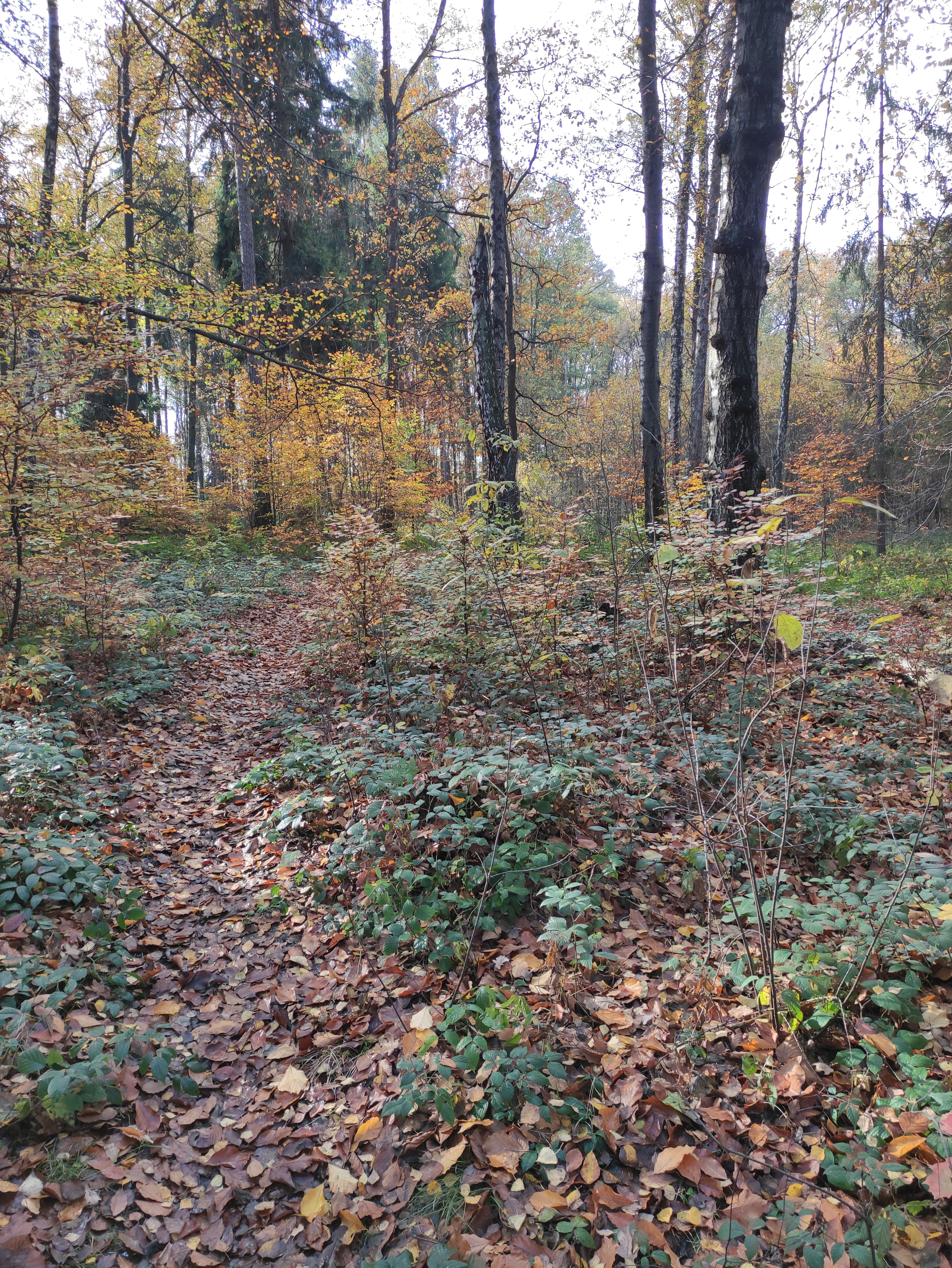
Naučná stezka Frýdecký les
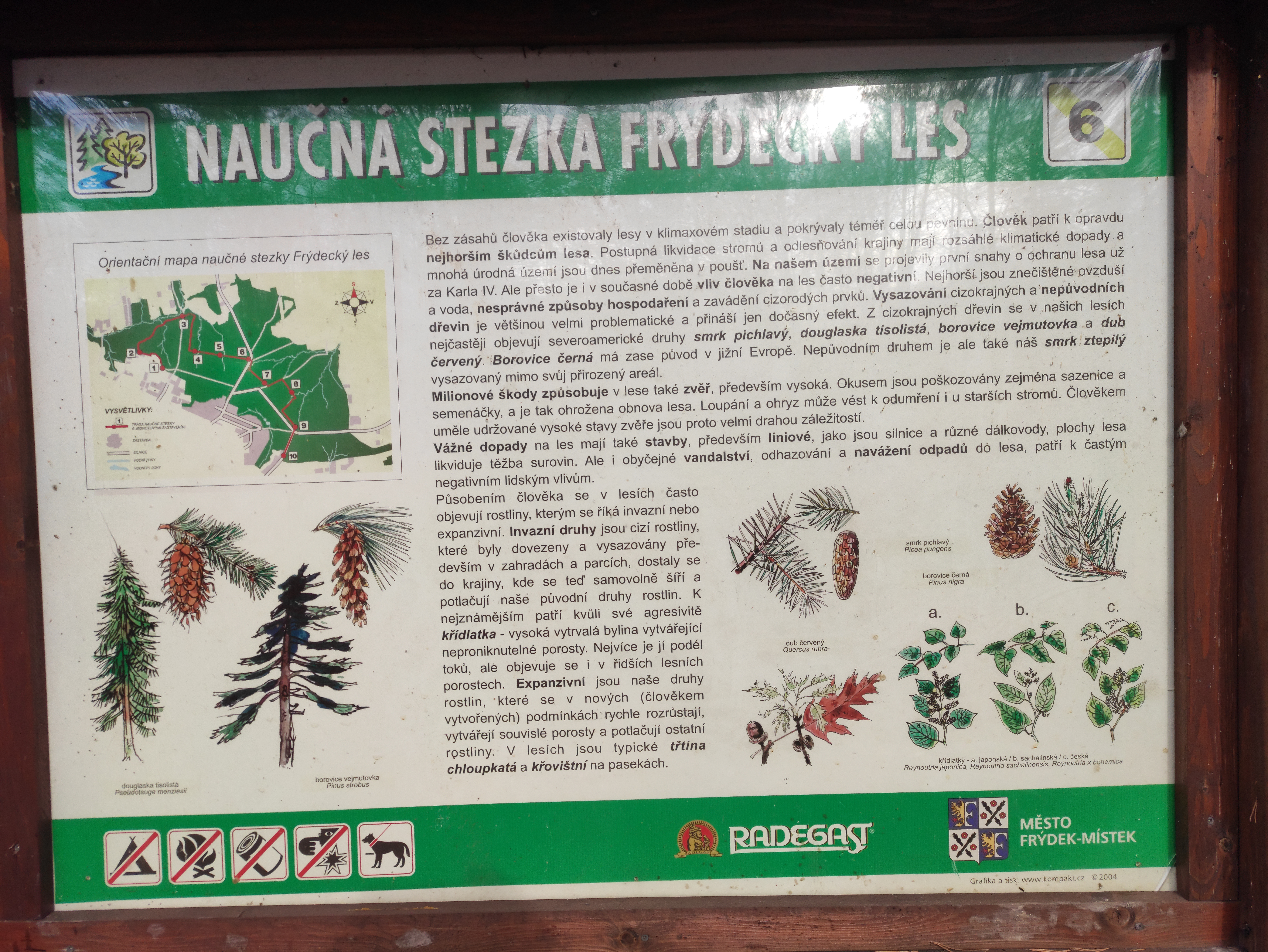
Naučná stezka Frýdecký les
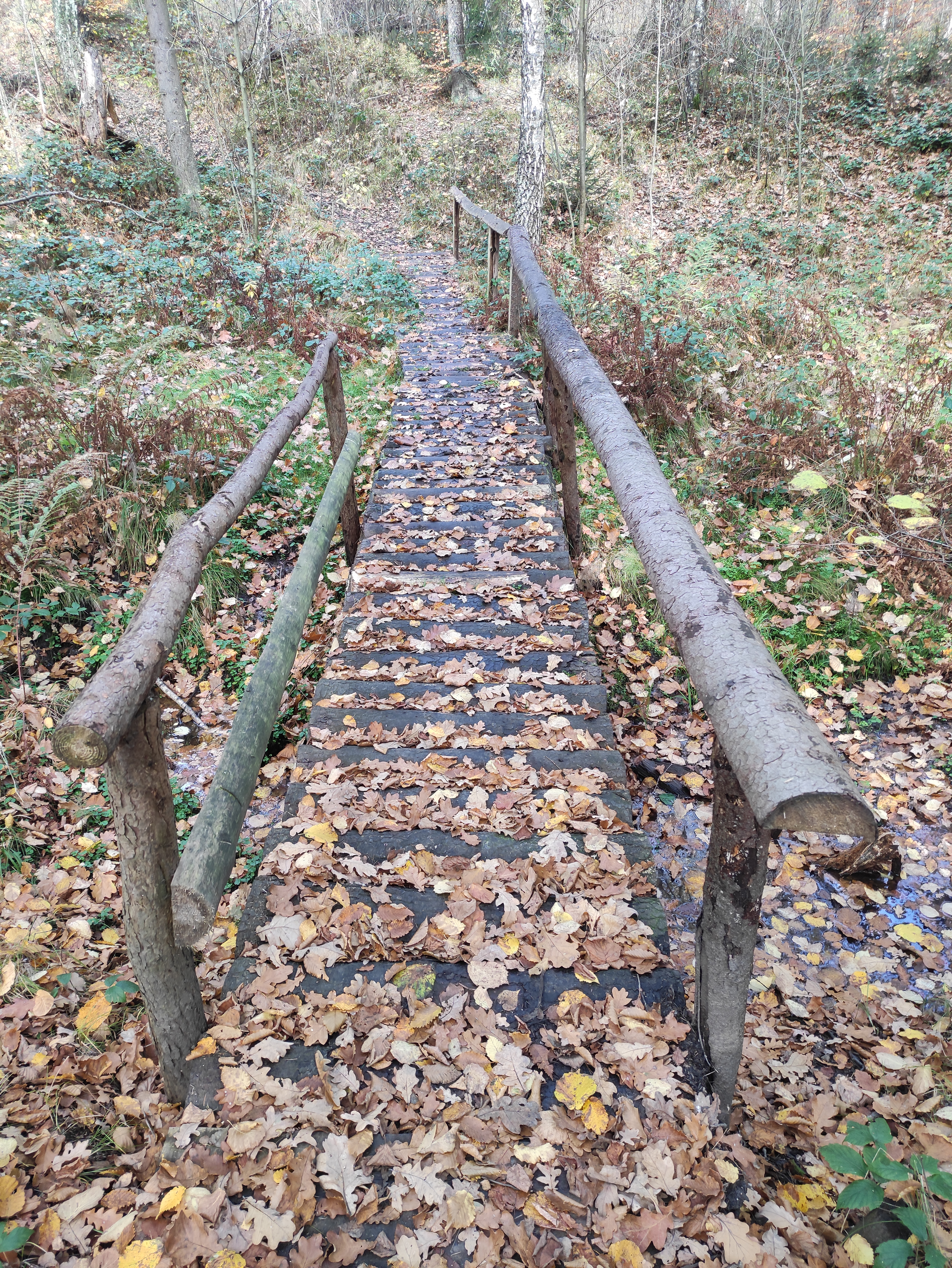
Naučná stezka Frýdecký les